# 海格力斯塔
埃庫萊斯塔（加裡西亞語和西班牙語：Torre de Hércules）位於西班牙西北部，距離加利西亞拉科魯尼亞2.4公里的一個半島上。Hércules是希臘神話的大力神赫拉克勒斯，因此Torre de Hércules之意為赫拉克勒斯塔。
它建於古羅馬時期，是至今仍然使用的古羅馬時期燈塔中歷史最悠久的，距今約有1,900年。1791年曾經翻新。
塔高55米，屹立於西班牙西北部大西洋岸上。此塔最早的文獻記載是在公元一、二世紀時，是現時西班牙第二高的燈塔，僅次於奇皮奧娜燈塔（Faro de Chipiona （页面存档备份，存于））。
13-14世紀時，燈塔被遺棄。外層石材被拆毀利用
1685年，殘存燈塔核心內部增建階梯，以恢復燈塔功能
現存燈塔為羅馬時代燈塔內壁，因此現今外觀可見古代螺旋形坡道結構
這個塔內部有一個博物館，2009年被列入世界遺產。

## 外部連結
- Historical timeline of the Tower of Brigantia（页面存档备份，存于） galicianflag.com
- Torre de Hercules （页面存档备份，存于）